# Vågen Gallerian
Vågen Gallerian är en galleria i centrala Örebro som uppfördes 1976-78. Sedan dess har det renoverats vid ett flertal tillfällen. Gallerian, som är uppförd i tre affärsplan plus en våning ämnad för parkering på taket, ligger mellan Köpmangatan och Kungsgatan, vid Rudbeckstunneln och Våghustorget. 
Från början inrymde byggnaden endast ett större Åhlénsvaruhus, men sedan 1992 har denna kedja fått minska sin butiksyta till förmån för ett flertal andra butiks- och affärskedjor. Den totala golvarean är cirka 10 000 kvadratmeter. 
Idag[sedan när??] har det närliggande varuhuset Krämaren och Träffpunkt samma ägare, vilket möjliggör att man idag på ett effektivare sätt kan koordinera centrumhandeln i Örebro, som sedan början av 1990-talet varit hotad av Marieberg köpcentrum, strax söder om staden. I början av 2000-talet planerades en glasad gång som en förbindelse mellan de båda galleriorna, snett över Våghustorget, men man fick avslag från Örebro kommun, som ansåg att denna skulle göra ett alltför stort ingrepp i stadsbilden. 
Varuhuset renoverades 2010 och bytte efter ombyggnationen namn från Träffpunkt till Vågen Gallerian.
Butiker:
Plan 1
- Intersport

Plan 2
- Bergkvist skor
- Kicks
- Levi’s store
- Novina Nails
- MQ Marqet
- Ecco Store
- Rituals
- H&M HOME
- Synoptik
- Zodiak Hair & Shop
- Åhléns

Plan 3
- Kappahl
- Din sko
- Jeansbolaget
- H&M HOME
- Gina Tricot
- MQ Marqet
- Deichmann